# Kévin Ledanois
Kévin Ledanois (Noisy-le-Sec, Sena Saint-Denis, 13 de juliol de 1993) és un ciclista francès professional des del 2015 fins a l'agost de 2024.
El mateix any que passa a professionals es proclamà Campió del món sub-23 a Richmond, després de superar l'italià Simone Consonni i al seu compatriota Anthony Turgis.
És fill del també ciclista Yvon Ledanois.

## Palmarès
- 2014
  - 1r al Tour del Jura
- 2015
  -  Campió del món en ruta sub-23

### Resultats al Tour de França
- 2018. 96è de la classificació general
- 2019. 103è de la classificació general
- 2020. 102è de la classificació general

### Resultats a la Volta a Espanya
- 2023. 103è de la classificació general